# Jessica Ryde
Jessica Karin Maria Ryde (født 18. Maj 1994 i Lund, Sverige) er en svensk Målvogter, der spiller for Neptunes de Nantes. Hun begyndte med at spille i Lugi HF. Som junior spiller i Lugi, hvor hun vandt klubbens første damerjunior mesterskab i 2011. Efter 2012-2013 sæsonen, modtog hun ingen kontrakt forlængelse med Lugi og valgte derefter at spille for H 65 Höör. I 2014 vandt Jessica Ryde EHF Challenge Cup med H65. Jessica har spillet i den svenske junior liga og det svenske nationale ungdomshold. Hun har spillet 34 Y-landskampe og 30 U-landskampe efter landsholdet statistik Sveriges håndboldforbund. I 2015 modtog Ryde prisen som årets håndboldspiller.